# Bernd Thijs
Bernd Thijs (28 de juny de 1978) és un exfutbolista belga.

## Selecció de Bèlgica
Va formar part de l'equip belga a la Copa del Món de 2002.